# Мормонские миссионеры
Мормонские миссионеры — миссионеры Церкви Иисуса Христа святых последних дней

## Подготовка к служению на миссии

### Стандарты соответствия
Все миссионеры должны быть достойны служить на миссии. Они должны регулярно посещать церковные собрания, регулярно молиться лично, постоянно изучать Образцовые труды (Библия, Книга Мормона, Учение и Заветы, Драгоценная жемчужина), соблюдать закон целомудрия, соблюдать Слово мудрости и платить десятину.

### Другие исключительные факторы
В дополнение к духовной подготовленности, церковные епископы проинструктированы, чтобы будущие миссионеры были физически, духовно и эмоционально способны к миссионерской работе полного дня. В той же речи, где он призвал каждого молодого человека служить на миссии он добавил «мы понимаем что все мужчины должны служить, но не все подготовлены, чтобы проповедывать Евангелие за границей». Существуют несколько исключений, которые не позволяют служить на миссии: если нужно оставить детей, которые не могут о себе позаботится, на чьё-либо попечение, молодые женатые пары в детородном возрасте, те, у которых долги, которые они не могут оплатить, те которые находятся под наблюдением правоохранительных органов, пары которые имеют серьёзные неразрешённые семейные проблемы, ВИЧ — позитивные, участвовавшие в сексуальных злоупотреблениях.
Также члены Церкви, которые соучаствовали, были вовлечены или оплатили аборт, члены Церкви, которые имеют внебрачных детей, как и те мужчины в возрасте 26 лет и женщины в возрасте до 40 лет которые развелись, и те которые участвовали в гомосексуальной активности в возрасте после 15 лет. До 1978 ЦИХСПД не призывала на миссию африканцев, запрет был отменён во время президентства Спенсера В. Кимбалла.

### Призвание на миссию
Выразив желание служить на миссии полного дня и получив одобрение, будущие миссионеры получают призвание служить — официальное уведомление о месте предстоящего служения — через почту от президента Церкви. Призвание на миссию информирует будущего миссионера, какой язык ему понадобится во время его миссии. Члены Кворума Двенадцати Апостолов ответственны за распределение миссионеров по миссиям по всему миру.

### Подготовка
Вновь призванные миссионеры проходят короткий подготовительный период в одном из 17 Центров подготовки миссионеров по всему миру. Самый большой центр расположен в городе Прово, штат Юта, США. Миссионеры, которые не будут изучать иностранный язык, проводят три недели в центре, изучая использование миссионерских материалов и изучая Священные Писания. Миссионеры, которые будут использовать иностранный язык, проводят в центре от восьми до тринадцати недель в зависимости от языка. В этот период они стараются не говорить на родном языке, а стараются погрузиться в языковую среду нового языка.

### Стоимость
Ожидается, что миссионеры сами оплатят свою миссию, часто при этом помогают родители или друзья. В прошлом каждый миссионер сам оплачивал свои траты на миссию. Но это приводило к диспропорциям — миссионеры в дорогих регионах мира тратили гораздо больше. В 1990 заработала новая программа, призванная уравнять расходы миссионеров и их семей. Теперь все молодые миссионеры платят ежемесячно 400 долларов в месяц, которые идут на покрытие расходов на еду, жильё, транспорт, и другие связанные с миссией расходы.
Молодые люди в Церкви как правило копят деньги с детства и юношеского возраста и платят за миссию сколько могут и часто получают помощь от родителей, семьи и друзей. Достойные молодые люди, которые не смогли накопить денег на миссию, могут рассчитывать на общий миссионерский фонд, которым располагает Церковь и который распределяется по всему миру. Супружеские пары миссионеров как правило сами оплачивают свои расходы.

### Одежда и внешний вид
Миссионеры соблюдают некоторые правила в одежде и внешнем виде: для мужчин консервативные тёмные брюки и пиджаки, белые рубашки и галстуки. Для женщин скромные деловые платья или юбки. В некоторых регионах, например в жарком климате, можно носить одежду с короткими рукавами. Повседневная одежда может быть использована в тех случаях, когда миссионеры занимаются физической работой или во время дня самоподготовки. Все миссионеры полного дня носят именные таблички чёрного цвета, в которой указаны: наименование Церкви, имя с подобающим титулом (В России это «старейшина» для мужчин, и «сестра» для женщин).

## Организация

### Миссия и руководство миссий
Каждый уголок мира распределён на миссии, где есть или отсутствуют миссионеры Церкви. Президент миссии руководит миссионерской работой в данной миссии. Большинство миссий разделены на несколько зон (зона это географический регион, определённый президентом миссии). Зоны включают в себя несколько подразделений, называемых районами. Руководители зон и районов назначаются из мужчин — миссионеров, служащих в данном районе. Руководители зон и районов ответственны за сбор еженедельной статистики и помощь миссионерам в закреплённых за ними районах. Район обычно содержит от четырёх до восьми миссионеров. В дополнение к вышеуказанному президент миссии имеет двух помощников (обычно — это бывшие руководители зон или районов). Они помогают президенту в административных вопросах и помогают миссионерам по всей миссии.

### Напарничество
Миссионерское напарничество, состоящее из двух миссионеров — самое маленькое подразделение миссии. У каждого миссионера есть напарник, назначенный президентом миссии. Миссионерские напарничества назначаются на несколько месяцев и призваны поддерживать друг друга, обучать и делиться опытом. Напарник или напарница всегда представители одного пола, с исключением для супружеских пар, которые служат вместе весь срок миссии.
Миссионеры никогда не остаются в одиночестве, за исключением посещения ванны и туалета. Напарники делят одну квартиру и одну спальню (но не одну кровать, за исключением супружеских пар).

## Личные взаимоотношения

### Контакты с семьёй и друзьями
Миссионерам полагается писать письма своим родителям каждую неделю. Так как всё остальное время они заняты, другие контакты ограничены. Однако миссионеры могут использовать день самоподготовки, чтобы писать письма любому лицу, живущему за пределами миссии. Миссионеры не имеют отпусков или выходных, и могут разговаривать по телефону со своими родителями дважды год: в Рождество и День Матери. Миссионерам предоставлен бесплатный аккаунт электронной почты, чтобы писать письма родителям или другим родственникам, но миссионеры могут получить доступ к компьютеру только в общественном месте, таком как интернет-кафе или публичной библиотеке.

### Романтические отношения
Миссионерам запрещено ходить на свидания во время их службы на миссии. Требование напарничествам оставаться всё время вместе, среди других причин призвано избежать подобных действий. Во время общения с противоположным полом они не могут быть одни или участвовать в интимных отношениях, а также целоваться, обниматься, держаться за руки, флиртовать. Миссионерские напарничества также не должны посещать одиноких людей противоположного пола. Если подобные визиты необходимы то приглашаются миссионеры того же пола, или пожилые пары.
Многие миссионеры оставляют дома подружек или парней, но им запрещено видеться или звонить друг другу. Но они могут писать друг другу письма раз в неделю.

## Количество миссионеров и обращений
На 31 декабря 2012 было 58 990 миссионеров полного дня ЦИХСПД которые служили в 347 миссиях по всему миру. Их работа привела к 272 330 крещениям новообращённых в 2012.

## Типы миссионеров
Самым распространённым типом миссионеров являются те, кто ходит от двери к двери. Но не все миссионеры заняты подобными делами. Есть ещё и «служащие миссионеры», которые принимают участие в добровольческих проектах в некоторых сферах. Они делают генеалогические изыскания, работают гидами на Храмовой площади, других местах, связанных с историей Церкви. Многие миссионеры также используют общественный транспорт, в некоторых регионах передвигаются на машинах, принадлежащих Церкви.
ЦИХСПД также имеет сильные программы благосостояния и гуманитарной помощи. Эти гуманитарные миссионеры служат в некоторых регионах и не занимаются активной проповеднической деятельностью. Это позволяет им присутствовать в тех регионах, где религиозные организации запрещены, как в некоторых исламских странах Юго-Восточной Азии. В 2007, 80 % миссионеров составляли молодые люди, 13 % молодые незамужние женщины, и 7 % пожилые пары.

## Вернувшиеся миссионеры
Вернувшиеся миссионеры — термин, который используют члены Церкви, чтобы называть людей недавно отслуживших миссию. Как только они возвращаются домой, они обычно начинают ходить на свидания и серьёзно задумываться о браке. В мормонской культуре много шуток и стереотипов о недавно вернувшихся миссионерах, которые сталкиваются с некоторыми трудностями по возвращении домой, таких как культурный шок при возвращении на родину, или необходимость снова говорить на родном языке после служения на миссии в стране, где говорят на другом языке. Другие стереотипы — то что миссионеры продолжают жить организованной, дисциплинированной жизнью и избегать встреч с противоположным полом. Поэтому многие вернувшиеся миссионеры сталкиваются с трудностями при возвращении к свиданиям.
Вернувшиеся миссионеры немедленно призываются служить в церковных призваниях и оставаться активными в Церкви.

## Инциденты с миссионерами
В августе 2006, три миссионера из Айдахо, Невады и Калифорнии участвовали в вандализме против Католической церкви в Сан-Луис, штат Колорадо. В этом инциденте они изображали что приносят друг друга в жертву. ЦИХСПД извинилась за их действия сразу после инцидента. Инцидент напомнил подобное происшествие в Таиланде, когда миссионеры сделали фотографии друг друга сидящими на голове Будды. Они были пойманы и приговорены к году заключения в тюрьме. Король Таиланда помиловал их на свой день рождения. Миссионеры провели в тюрьме шесть месяцев. Миссионерам было рекомендовано уважать чужие обычаи и религию чтобы избежать подобных инцидентов.
Миссионеры также становились жертвами насилия, хотя редко. С 1999 по 2006, только три миссионера были убиты по всему миру, 22 погибли от несчастных случаев. Миссионеры других христианских церквей имеют гораздо больший процент смертей от убийств, со 155 из 164 погибших были убиты. Один из трёх миссионеров был убит во время проповеди в Виргинии. Его напарник выжил. Похищения миссионеров также имели место. Последнее произошло в 1998 в России в городе Саратов. Похитители требовали 300 тысяч долларов за их возвращение. Они были освобождены без выкупа несколько дней спустя. В 2008 трое мужчин в Южной Африке были осуждены за изнасилование и ограбление двух девушек-миссионерок в июне 2006. В 1977 в Англии мормонский миссионер был изнасилован женщиной, история попала в газеты.